# Cayetano Borso di Carminati
Cayetano Borso di Carminati González (Valencia, 10 de diciembre de 1900-Valencia, 1972) fue un arquitecto racionalista español.

## Biografía
Nació en Valencia en el seno de una familia acomodada. En 1925 se tituló en la Escuela de Arquitectura de Barcelona, donde fue alumno de Eusebi Bona. Compartió estudios con Raimundo Durán Reynals, Ricardo de Churruca y Germán Rodríguez Arias, todos ellos, más adelante, miembros del GATCPAC.
Borso fue considerado un hombre audaz, liberal, apasionado y polemista inagotable con una reputación de persona avanzada a su época. Las primeras obras que realizó tenían un estilo entre clásico y folclorizante, como se demuestra en su proyecto del pabellón de industria de Valencia para la Exposición Iberoamericana de Sevilla de 1929.
Formó parte de los arquitectos que colaboran finalmente con Javier Goerlich (entonces arquitecto municipal de Valencia). Fruto de esta colaboración serán algunos edificios como el Barrachina (1929) en La Plaza del Ayuntamiento (que aún puede verse a la izquierda de la sede consistorial) o el edificio Navarro en la calle Játiva (1928). Donde combina un repertorio decorativo clásico y casticista (pilastras, pináculos, frontones, volutas, etc) con detalles del art déco.
La introducción de la modernidad la utilizó como un simple repertorio decorativo, dependiendo de la ocasión, y sólo aparece en ciertas aportaciones tipológicas (medidas higiénicas o de racionalización de los edificios). Utilizó el lenguaje más decorativo y monumental, sobre todo en el centro de la ciudad (Edificio March, en la plaza del Ayuntamiento), pero cuando el edificio es más periférico (Edificio Alcatraz, calle Cádiz, 1931) hizo uso de un lenguaje más estilizado, con más elementos decorativos provenientes del déco, más moderno en definitiva.

## Periodo 1930

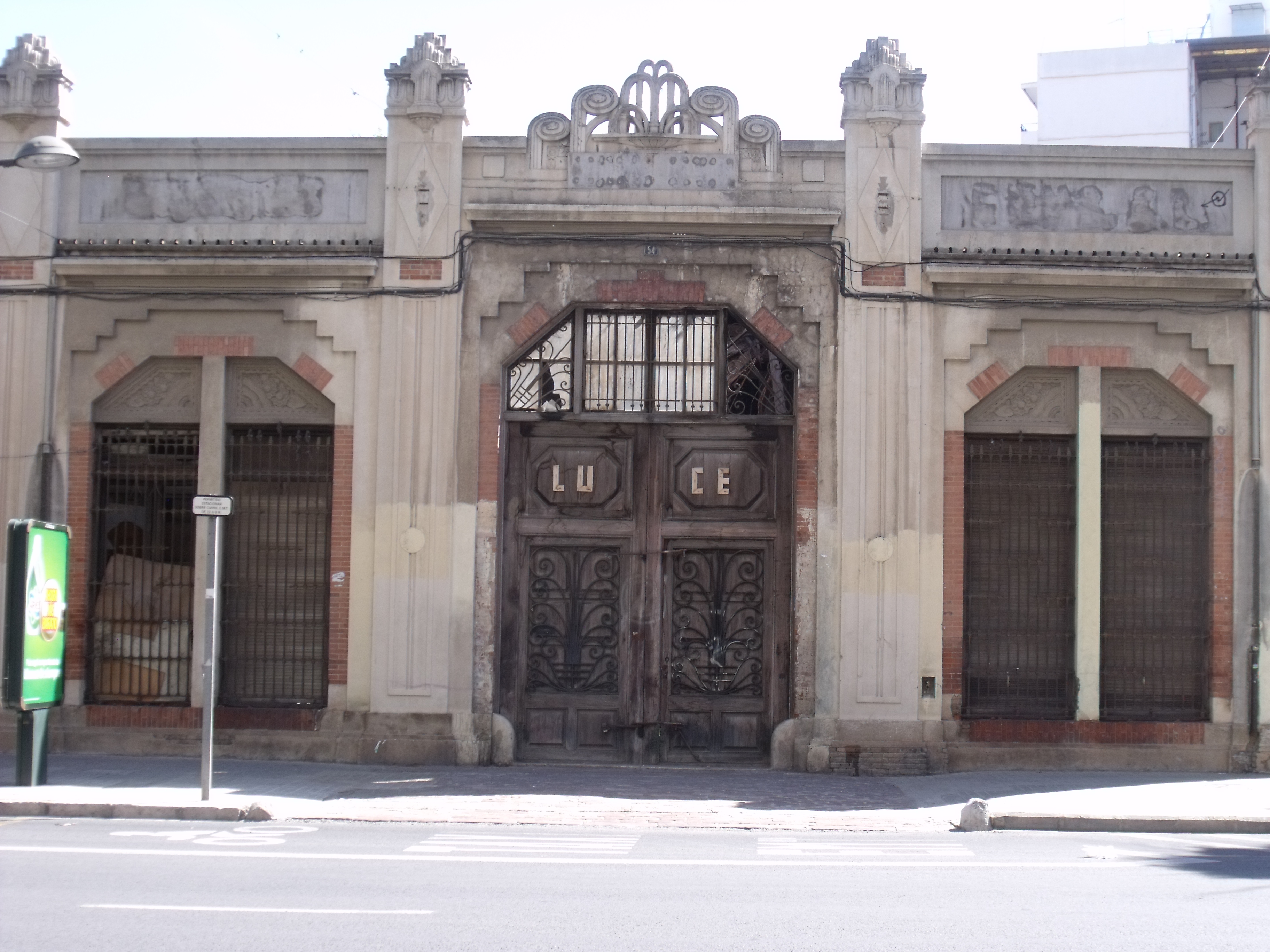
Fábrica de bombas hidráulicas de Carlos Gens S.L. Edificada en 1930 en la avenida de Burjasot, Valencia. Obra de Borso di Carminati.

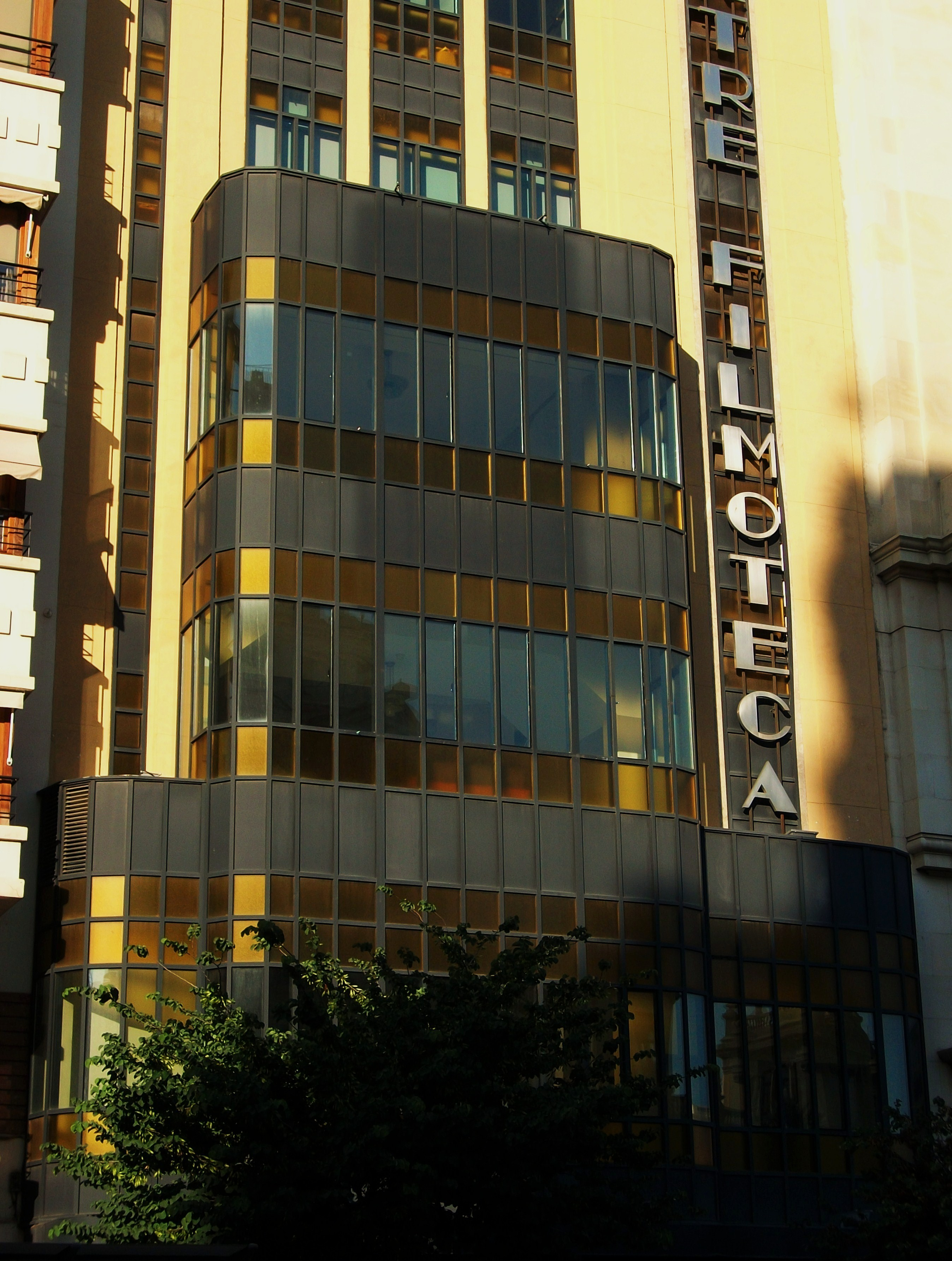
Fachada del edificio Rialto, construido en 1935, situado en la plaza del Ayuntamiento, Valencia.

Aunque los años 1932 y 1933 serán años de poco trabajo, en el año 1933 se encarga de realizar la cooperativa agrícola de L'Alcúdia en la calle virgen del Oreto. El trabajo más importante será la dirección del proyecto de las piscinas de Las Arenas, obra del madrileño Luis Gutiérrez Soto. Esta colaboración fue determinante en el rumbo de sus obras posteriores, por ejemplo en el edificio García ya hace uso de voladizos curvos y ningún uso del lenguaje clásico. 
En el cine Rialto (1935), considerado una de las mejores obras del período, desaparece completamente la decoración aplicada y pone énfasis en las masas y los volúmenes escalonados. El edificio se inspira en modelos como el edificio Carrión de Madrid o en el cine Universum de Berlín, con uso del lenguaje déco y de la Wiener Werkstätte, del muro cortina en la fachada principal y posterior, el remate de la torre recuerda a los rascacielos americanos y al palacio Stoclet de Hoffmann.
Continuó esta manera de construir en los edificios González-Senabre (1935), Dasí (1935, uso expresivo de voladizos, terrazas y salientes). El Edificio Vizcaíno (1936) es su obra más peculiar. Construido en un solar irregular con tres fachadas, destaca su torre cilíndrica de coronación escalonada, un juego de volúmenes complejo por los distintos voladizos de terrazas y miradores, y una ausencia total de decoración, tendiendo a la simplificación y al elementarismo (aspecto que hace al edificio más próximo al expresionismo europeo).

## Periodo posterior a la Guerra civil

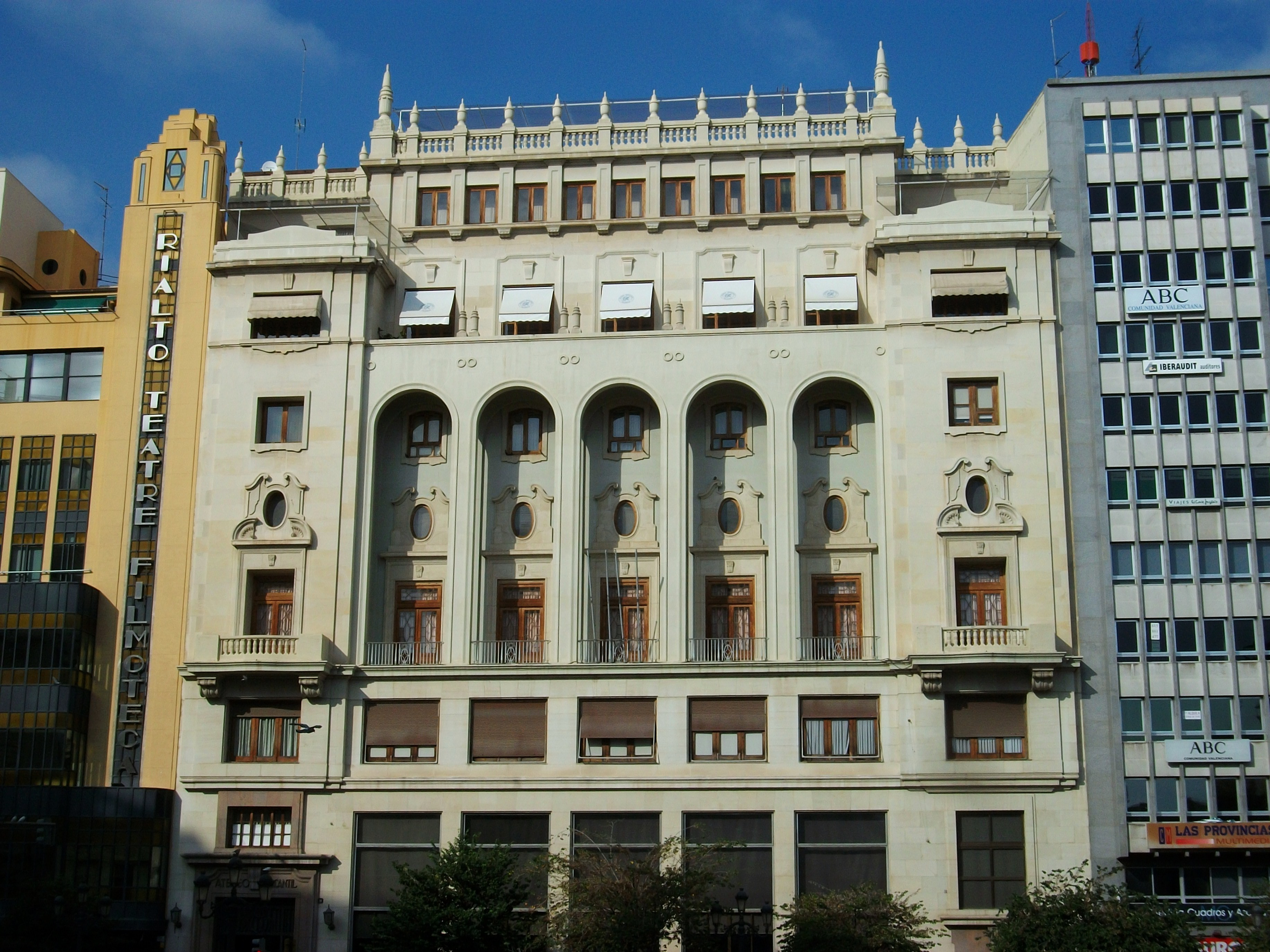
Edificio del Ateneo Mercantil. Valencia.

Durante la guerra Civil fue encarcelado, y cuando finaliza vuelve a ejercer pero con un lenguaje cambiado (neocasticista).
Reanuda la actividad profesional con la dirección de las obras del Ateneo Mercantil de Valencia (colaborando con Emilio Artal). En 1941 trazó el proyecto de ensanche de la ciudad de Requena con una amplia avenida ajardinada y calles paralelas y perpendiculares que han marcado el crecimiento de la ciudad durante todo el resto del siglo XX. Durante los años 1945 al 1948 ocupa un cargo de concejal en el Ayuntamiento de Valencia y también ejerce de arquitecto municipal de Alcudia de Carlet.
Al fin de los años cincuenta reanuda el lenguaje moderno asociado con Rafael Contel (Edificio Stella Maris, 1958).

## Obras
- Edificio Navarro, 1928 Calle Játiva, Valencia.
- Edificio Barrachina, 1929 Plaza del ayuntamiento, Valencia.
- Edificio Reyes de Anta-Barrio, 1929, Alicante.
- Grupo Residencial Virgen del Puig, 1930.
- Fábrica Bombas Gens, 1930, Avda. Burjasot, Valencia.
- Edificio March, 1930 Plaza del Ayuntamiento, Valencia.
- Edificio Rodríguez, calle Cotanda, Valencia.
- Edificio Lassala, 1931, avenida María Cristina, Valencia.
- Edificio Mascarell, 1931, calle Cádiz, Valencia.
- Almacén y oficinas para la cooperativa agrícola Nuestra señora del Oreto, 1933, Calle virgen del Oreto, L'Alcúdia.
- Edificio García, 1934, calle doctor Zamenhoff, Valencia.
- Cine Rialto, 1935, Plaza del Ayuntamiento, Valencia.
- Edificio González-Senabre, 1935, Calle San Vicente, Valencia.
- Edificio Dasí, 1935, avenida María Cristina, Valencia.
- Edificio Vizcaíno, 1936, calle Ribera, Valencia.
- Ensanche de la ciudad de Requena, 1941.
- Escuelas Pias, 1954, calle Micer Mascó, Valencia.
- Grupo de Renta Limitada Stella Maris, 1958, barrio de Nazaret, Valencia.